# 1964년 CONCACAF 챔피언스컵
1964년 CONCACAF 챔피언스컵(1964 CONCACAF Champions' Cup)은 1964년 9월 20일부터 12월 15일까지 개최된 CONCACAF 챔피언스컵 대회이다. 대회가 진행 도중에 중단됨에 따라 우승 팀이 공석으로 남게 되었고 해당 대회 또한 무효 처리되었다.

## 북아메리카 지역

### 1라운드
| 팀 1     | 합계 | 팀 2                  | 1차전 | 2차전 |
| -------- | ---- | --------------------- | ----- | ----- |
| 아메리카 | 취소 | 유크레이니언 내셔널스 |       |       |

두 팀 모두 이유를 밝히지 않고 기권함에 따라 취소되었다.

### 2라운드
| 팀 1       | 합계 | 팀 2          | 1차전 | 2차전 |
| ---------- | ---- | ------------- | ----- | ----- |
| 과달라하라 | 취소 | 1차 예선 승자 |       |       |

과달라하라가 기권함에 따라 취소되었다.

## 중앙아메리카 지역

### 1라운드
| 팀 1     | 합계 | 팀 2                 | 1차전 | 2차전 |
| -------- | ---- | -------------------- | ----- | ----- |
| 아길라   | 3-3  | 무니시팔             | 1-21  | 2-11  |
| 올림피아 | 1-4  | 우루과이 데 코로나도 | 0-22  | 1-22  |

1 1차전은 1964년 9월 20일에 엘살바도르 산미겔에서, 2차전은 1964년 9월 27일에 과테말라 과테말라시티에서 열렸다.
2 1차전은 1964년 9월 26일에 온두라스 테구시갈파에서, 2차전은 1964년 9월 27일에 온두라스 테구시갈파에서 열렸다.

#### 플레이오프
| 팀 1     | 결과 | 팀 2   |
| -------- | ---- | ------ |
| 무니시팔 | 2-13 | 아길라 |

3 플레이오프는 1964년 10월 11일에 과테말라 과테말라시티에서 열렸다.

### 2라운드
| 팀 1     | 결과 | 팀 2                 |
| -------- | ---- | -------------------- |
| 무니시팔 | 1-34 | 우루과이 데 코로나도 |

4 플레이오프는 1964년 11월 1일에 과테말라 마사테낭고에서 열렸다.

## 카리브해 지역

### 1라운드
| 팀 1        | 합계 | 팀 2        | 1차전 | 2차전 |
| ----------- | ---- | ----------- | ----- | ----- |
| 메이플      | 4-5  | 레오 빅토르 | 4-15  | 0-45  |
| 에글 누아르 | 6-3  | 페인담      | 4-16  | 2-26  |

5 1차전은 1964년 9월 24일에 트리니다드 토바고 포트오브스페인에서, 2차전은 1964년 10월 1일에 수리남 파라마리보에서 열렸다.
6 1차전은 1964년 10월 8일에 아이티 포르토프랭스에서, 2차전은 1964년 10월 10일에 아이티 포르토프랭스에서 열렸다.

### 2라운드
| 팀 1        | 합계 | 팀 2        | 1차전 | 2차전 |
| ----------- | ---- | ----------- | ----- | ----- |
| 레오 빅토르 | 3-2  | 에글 누아르 | 2-17  | 1-17  |

7 1차전은 1964년 12월 1일에, 2차전은 1964년 12월 15일에 열렸다.

## 결승전
| 팀 1        | 합계 | 팀 2                 | 1차전 | 2차전 |
| ----------- | ---- | -------------------- | ----- | ----- |
| 레오 빅토르 | 취소 | 우루과이 데 코로나도 |       |       |

두 팀 모두 이유를 밝히지 않고 기권함에 따라 취소되었다.